# سوسن سوري
السوسن السوري (باللاتينية: Iris lortetii) هو أحد أنواع السوسن من الفصيلة السوسنية.

## الموئل والانتشار
ينتشر في بلاد الشام.

## الوصف النباتي
لون البتلة بنفسجي فاتح.